# هلارتة
هلارتة هي قرية في مقاطعة أصفهان، إيران. يقدر عدد سكانها بـ 272 نسمة بحسب إحصاء 2016.